# Дадиванк
Дадиванк (арм. Դադիվանք) или Хутаванк (арм. Խութավանք, досл. «храм на холме», азерб. Xudavəng monastırı) — армянский монастырь XII—XIII веков, один из крупнейших монастырских комплексов средневековой Армении. Является одним из важнейших образцов и шедевров армянской архитектуры, а также важным местом паломничества. Ученые отмечают выдающееся значение армянского монастыря как крупного культурного памятника. Расположен в полукилометре к северу от реки Тертер в Кельбаджарском районе Азербайджана.
Архитектурный комплекс находится на высоте 1100 м.
С апреля 1993 и до ноября 2020 года территорию, на которой располагался монастырь, контролировала непризнанная Нагорно-Карабахская Республика (НКР).
В ноябре 2020 года территория, на которой расположен монастырь, перешла под контроль Азербайджана, а в непосредственной близости от монастыря для обеспечения безопасности был развёрнут наблюдательный пост № 23 российского миротворческого контингента. В результате достигнутых договорённостей военнослужащие Азербайджана некоторое время беспрепятственно допускали армянских паломников на территорию монастырского комплекса в сопровождении российских миротворцев. Однако вскоре азербайджанская сторона стала препятствовать визитам армянских паломников в монастырь, посещение которого армянам запрещено с мая 2021 года. В апреле 2024 года российские миротворцы покинули Азербайджан, а территория монастыря перешла под охрану азербайджанской полиции.

## Этимология
Первое название связано с именем Святого Дади, который проповедовал христианство на западе Армении и был учеником апостола Фаддея — одного из семидесяти апостолов Христа. По преданию, монастырь был построен над его могилой.
Второе название происходит от армянских «хут» (холм) и «ванк» (монастырь): «храм на холме».

## История
Первое святилище на могиле погибшего в I веке н. э. Св. Дади было построено в раннем средневековье. Первые упоминания монастыря относятся к IX веку.

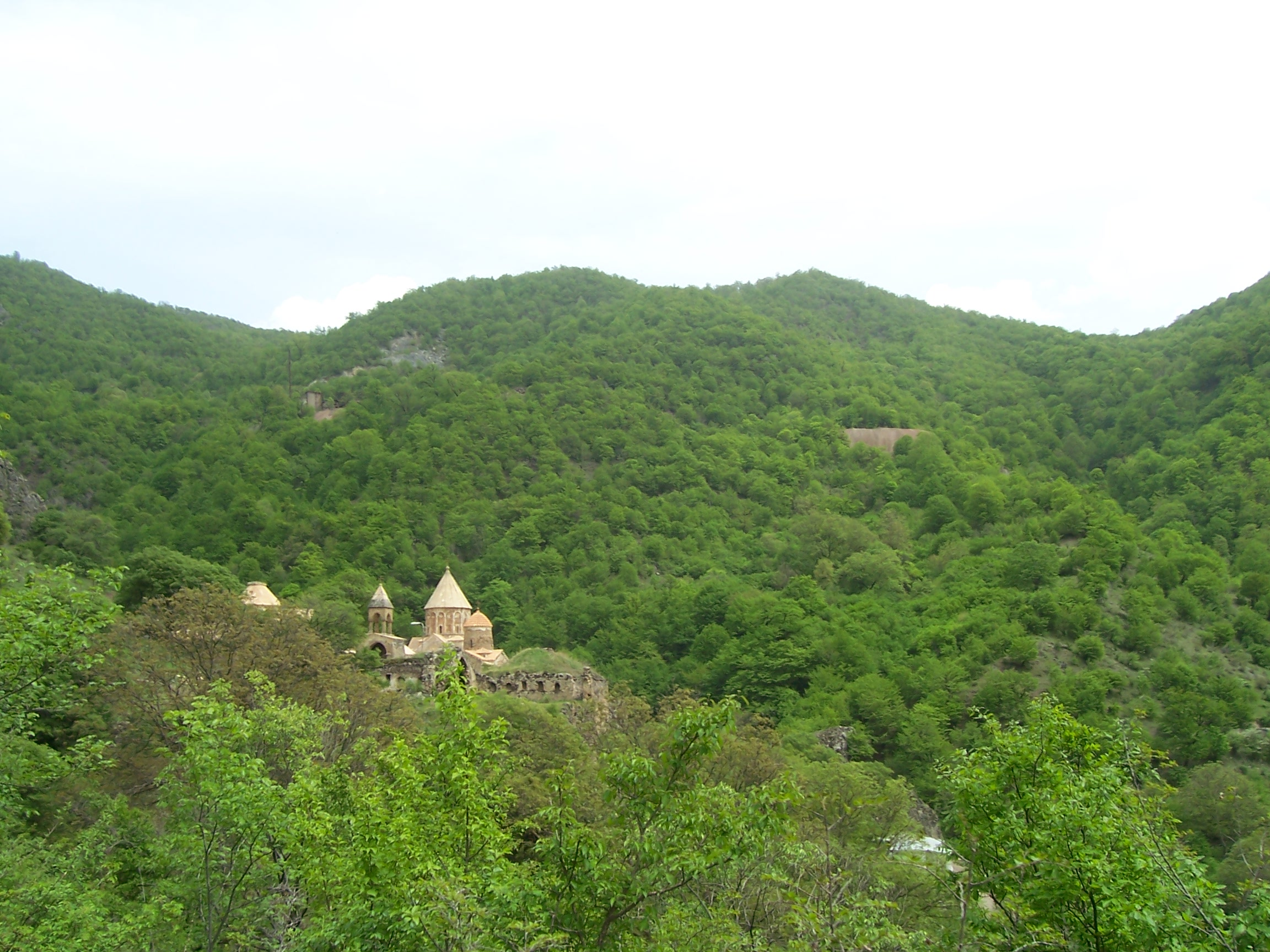
Монастырь Дадиванк

Дадиванк являлся важным культурным центром армянского княжества Хачен. Монастырь наряду с другими армянскими храмами Хачена (Гандзасар, Гтичаванк, Хатраванк, Акопаванк и Бри Ехци), как и другие монастыри Армении, имел скрипторий, в котором копировались и освящались многочисленные армянские рукописи.
В первой половине XIII века монастырские сооружения, разрушенные до основания сельджуками, были восстановлены, появились новые постройки. Это время считается периодом расцвета монастыря. В 1214 году Арзухатун Арцруни, супругой Вахтанга Тагаворазна, была возведена соборная церковь монастыря, первой половиной века также датирован притвор-часовня епископа Григора.  Монастырь построена в память о её погибшем муже и сыновьях. Надпись на древнеармянском языке гласит:
Старший сын мой Асан воевал с турками за веру христианскую ... , второй же сын - Григор погиб в 1214 году при битвах с врагом
Британский историк искусства Энтони Истмонд считает строительство Дадиванка примером женского церковного покровительства в армянском мире XIII века. В тринадцатом веке армянский историк Киракос Гандзакеци описывая освящение церкви в Гошаванке, восхвалял ковер, царевной Арзу-Хатун, которая как он отмечает соткала аналогичные ковры для других армянских монастырей таких как Дадиванк, Ахпатский монастырь и Макараванк
До конца XVIII века монастырь являлся крупным культурно-религиозным центром, обслуживало его большое селение Хут.
Начиная с XVII века, монастырь начинает терять свои земли, население десятков соседних деревень, в том числе и принадлежащих монастырю, было насильственно переселено в Персию. В конце XVIII века 300 семей покинули Хут и переселились в Эриванскую губернию.
В XIX веке монастырь окончательно опустел. Посетивший монастырь в середине века архиепископ Саргис Джалалянц описывал руины, которые «служили укрытием для разбойников, совершавших набеги на Арцах» (в конце XVIII века по приглашению Ибрагим хана на территории монастыря поселились курды и айрумы). Древние святилища были превращены в пастбища «для стад овец и скота». Перед погребами и комнатами раскинулись заброшенные обширные сады, где ещё продолжают расти уже одичавшие плодовые деревья. В конце того же века журнал «Арарат» писал:

Монастырь Тадея своими сооружениями похож на богатый квартал многолюдного города, которому дыхание и жизнь придает только присутствие людей.

Состояние часовни епископа Григора в первой половине 1980-х годов.

В 1830-е годы, после присоединения Восточной Армении к России, митрополит Багдасар Гасан-Джалалян начал движение по возвращению монастыря церкви, поддержанное позже католикосом всех армян Нерсесом V и новым настоятелем монастыря иереем Аствацатуром. В начале 1910-х годов управляющим монастырских владений был назначен житель Тифлиса, Левон Тер-Аветикян, который, собрав необходимые документы, обратился в суд. Вопреки положительному для монастыря постановлению суда кочевники долгое время не желали покидать присвоенные земли. Однако к 1917 году Тер-Аветикяну удалось добиться передачи монастырю многочисленных пастбищ.
С установлением советской власти все монастырские владения были национализированы, а Дадиванк вновь обезлюдел. В 1924 году Смбат Тер-Аветисян, побывавший в монастыре, отмечал, что местные кочевники превратили храм в загон для скота и беспощадно портят его кладоискательством.
Вскоре после перехода контроля над монастырём к Нагорно-Карабахской Республике в марте 1993 года, здесь были начаты реставрационные работы на средства Армянской Апостольской Церкви и государства. Работы продолжаются до сих пор.
В 1994 году Дадиванк был вновь освящён и в настоящее время является действующим монастырем Арцахской епархии Армянской Апостольской Церкви.
В 2001 году распоряжением Кабинета министров Азербайджанской Республики № 132 монастырь был включён в список охраняемых государством объектов в качестве «архитектурного памятника мирового значения».
21 июля 2007 года в Дадиванке были произведены раскопки, в результате которых под стелой возле алтаря были обнаружены мощи святого Дади. По словам предводителя Арцахской епархии Армянской Апостольской Церкви архиепископа Паргева Србазана, находка имеет общехристианское значение, является величайшим событием для христиан всего мира.
Осенью 2020 года в результате Второй карабахской войны территория Кельбаджарского района вернулась под контроль Азербайджана. Монастырь был взят под охрану российскими миротворцами. Власти Азербайджана разрешили армянским монахам остаться в монастыре. На территории комплекса также иногда совершают богослужения представители албано-удинской христианской общины Азербайджана.
В апреле 2024 года, в рамках завершения миротворческой миссии, российские миротворцы были выведены с территории монастыря, а сам монастырь был взят под охрану азербайджанской полиции.
После перехода монастыря под контроль Азербайджана, и последовавшего исхода армян из региона, ученные из Центрально-Европейского университета написали письмо в Международный совет по сохранению памятников с целью поддержки включения монастыря и всего армянского наследия региона в список наиболее уязвимых объектов наследия Европы. Ученые беспокоятся что армянское наследие Нагорного Карабаха постигнет участь Нахичевана, где Азербайджаном было уничтожено 98% армянского культурного наследия. Кроме того подписанты выражают опасение, что если монастырь и не будет уничтожен, то в рамках официальной азербайджанской историографии, согласно которой до XIX века армян в регионе не было, будет подменена этническая принадлежность храма. Его причислят к албанским храмам, а армянские надписи будут удалены.

## Архитектурный ансамбль

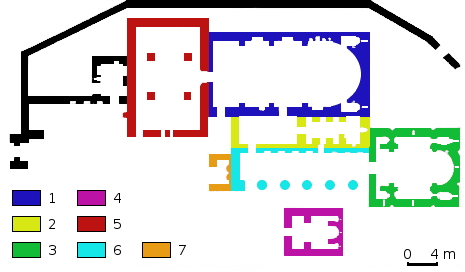
Расположение религиозных объектов на территории монастыря. 1. Старинная церковь монастыря. 2. Малая базилика. 3. Соборная церковь Арзу-Хатун. 4. Церковь Хасана Великого. 5. Притвор-часовня епископа Григора. 6. Зала-притвор церкви Арзу-Хатун. 7. Колокольня.

Комплекс состоит из главной церкви Св. Богородицы и других церквей, притвора-часовни, колокольни и других подсобных помещений. Основные помещения монастыря огорожены каменной стеной, подсобные строения расположены в южной части комплекса. По своему разнообразию строительных мотивов светской и церковной архитектуры, по поразительно тонкой резьбе по камню, по фресковой живописи, по богатству надписей и тончайшей резьбе по камню, монастырь занимает исключительное положение и признается одним из наиболее ярких художественных памятников армянской феодальной архитектуры.

### Старинная церковь
Старинная церковь монастыря расположена в его северо-восточной части. Представляет собой прямоугольную в плане однонефную базилику. Имеет два входа: с запада и юго-востока, наличники входов покрыты орнаментами. Ныне отсутствующий свод церкви опирался на три пары пилястров. В северной и южной стенах имеются ниши, окаймленные отёсанными квадрами.

### Малая базилика

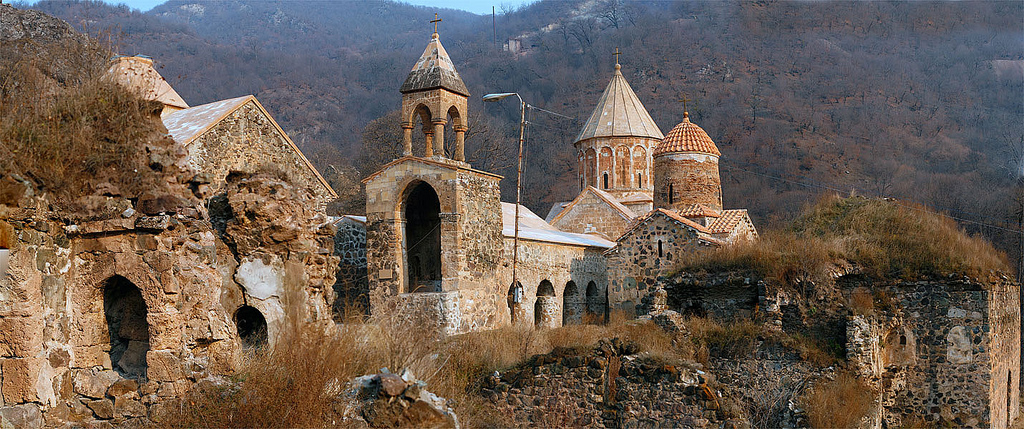
Вид на монастырь с юго-запада

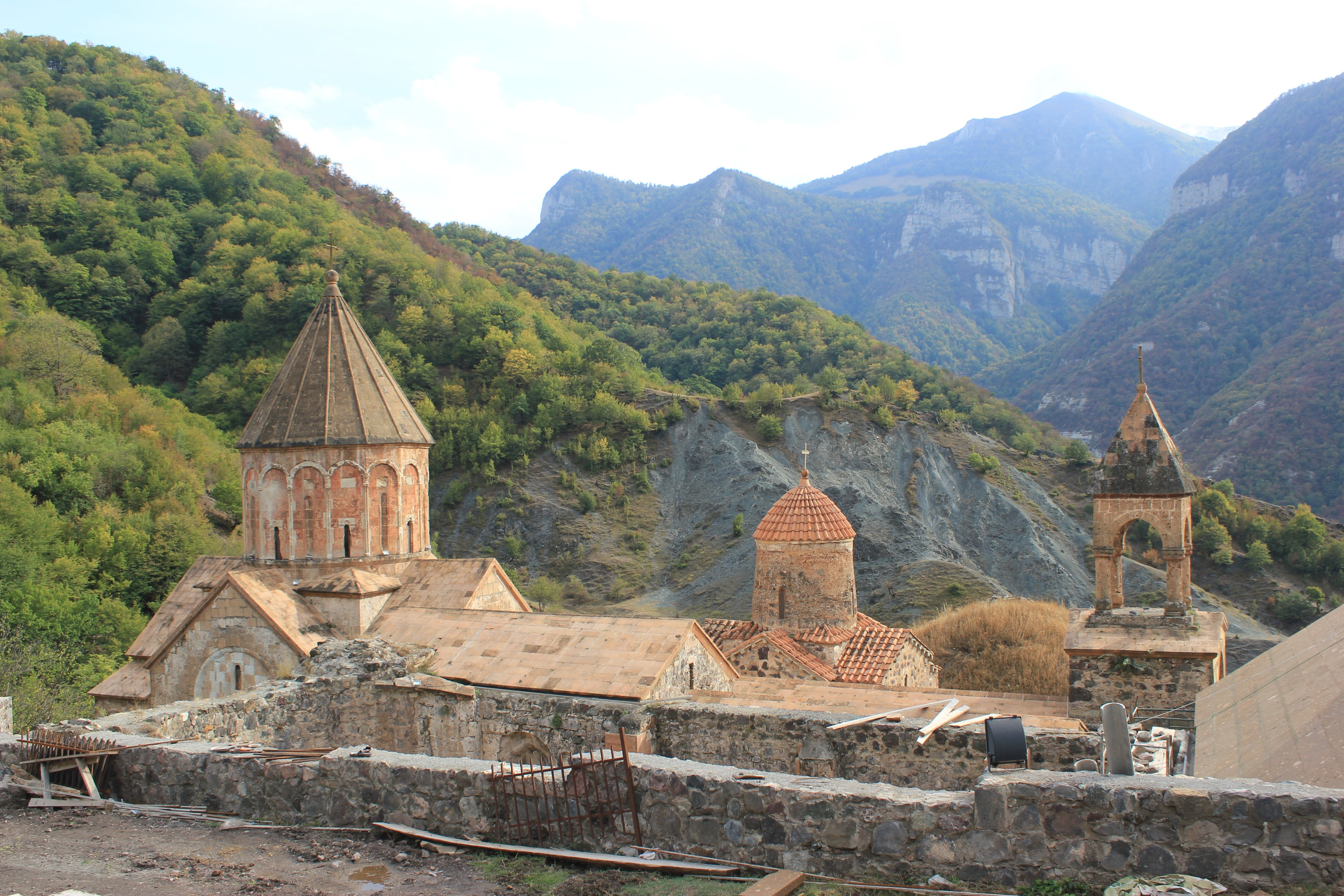

К первой церкви с юга примыкает другая базилика — также древняя, но гораздо меньших размеров. Молельный зал церкви разделён стеной на две равные части. Восточная часть представляет собой прямоугольную комнату без ниш и углублений, она, судя по всему, служила притвором. В западной половине находятся три пары пилястров. Исследовав кладку церкви, Шаген Мкртчян пришёл к выводу, что «церковь восстанавливалась, но сделано это было так бережно, что первоначальный вид сооружения остался без изменения».

### Соборная церковь Арзу-Хатун Арцруни
Соборная церковь Арзу-Хатун Арцруни расположена в восточной части монастырского двора. От главных ворот к церкви с запада на восток ведёт длинный коридор («проспект») из религиозных и светских зданий.
Собор был основан в 1214 году супругой великого князя Атерка Вахтанга — Арзухатун Арцруни. Длинная надпись в 19 строк подробно рассказывает об Арзу-Хатун  и основании ею церкви:
Благодатью всемогущего бога-отца и единородного сына его Исуса Христоса и дарением наисвятейшего духа я, покорная слуга Христоса Арзу-Хатун, дочь князя-князей великого Курда и супруга владыки Атерка и всего Верхнего Хачена цареродича Вахтанга, с великим упованием построила святой собор на месте могилы мужа моего и детей моих — Хасана, первенца моего, и Григора, ушедших к богу во младенчестве…

#### Интерьер

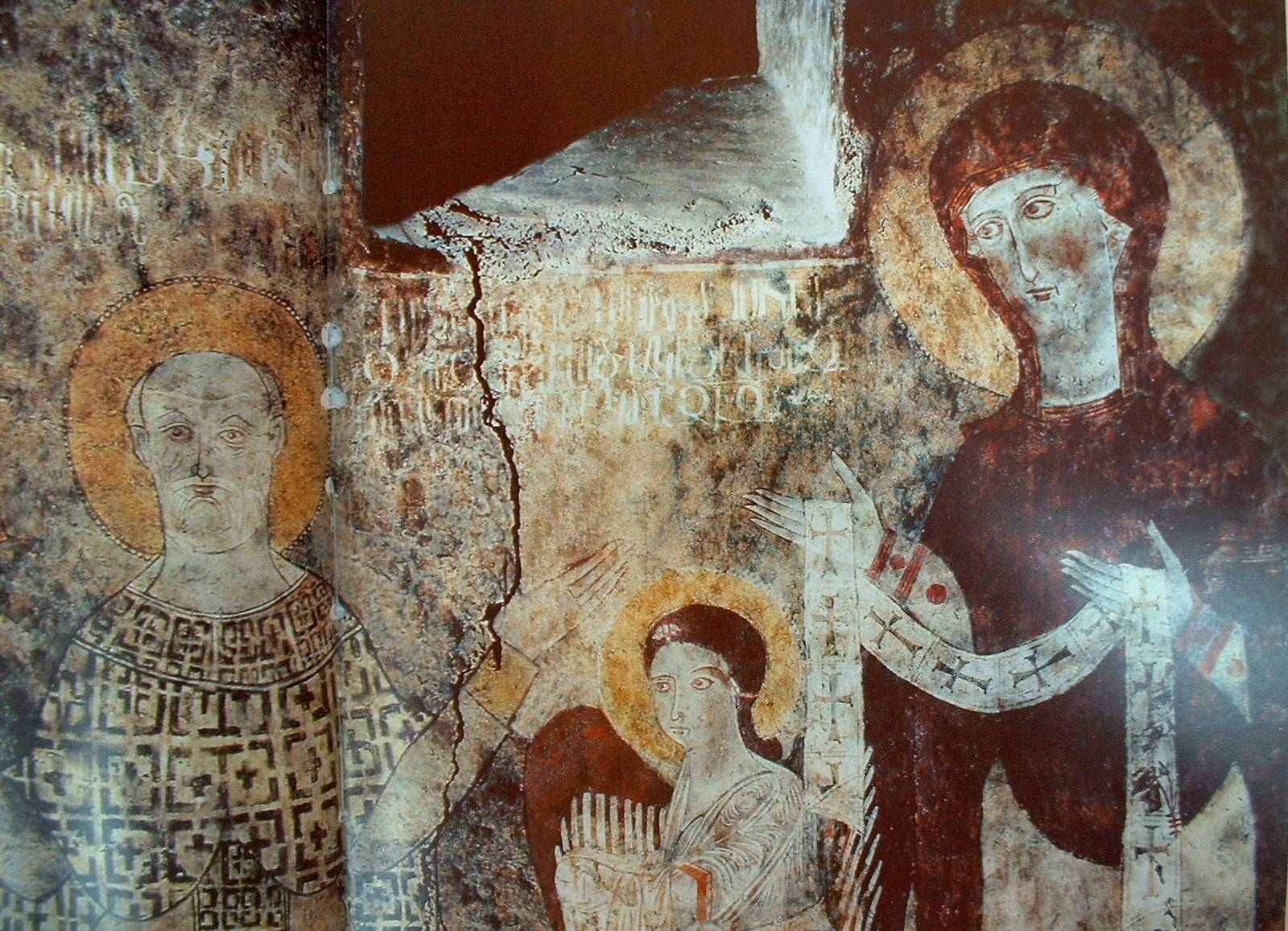
Фрески XIII века

Церковь является купольной залой с крестообразным изнутри и прямоугольным снаружи планом. Купол, опирающийся на четыре пилястры, имеет широкий многогранный барабан, венчающийся веерообразной кровлей.
Во всех четырёх углах церкви расположены двухэтажные ризницы. В ризницы, расположенные на втором этаже, можно добраться по консольным лестницам.
Пилястры и арки сооружены из белого и серого камня и покрыты орнаментами. Стены изнутри были покрыты штукатуркой с роскошными фресками, которая сохранилась лишь частично. В сохранившихся фрагментах прослеживаются традиционные черты армянской фресковой живописи: богатая цветовая гамма, простой стиль росписи, любовь к орнаментике, лица с ярко выраженными восточными чертами. По утверждению Шагена Мкртчяна, качество фресок свидетельствует о таланте арцахских художников того времени, владевших «как техникой настенной живописи, так и искусством иллюстрирования рукописей».

#### Экстерьер

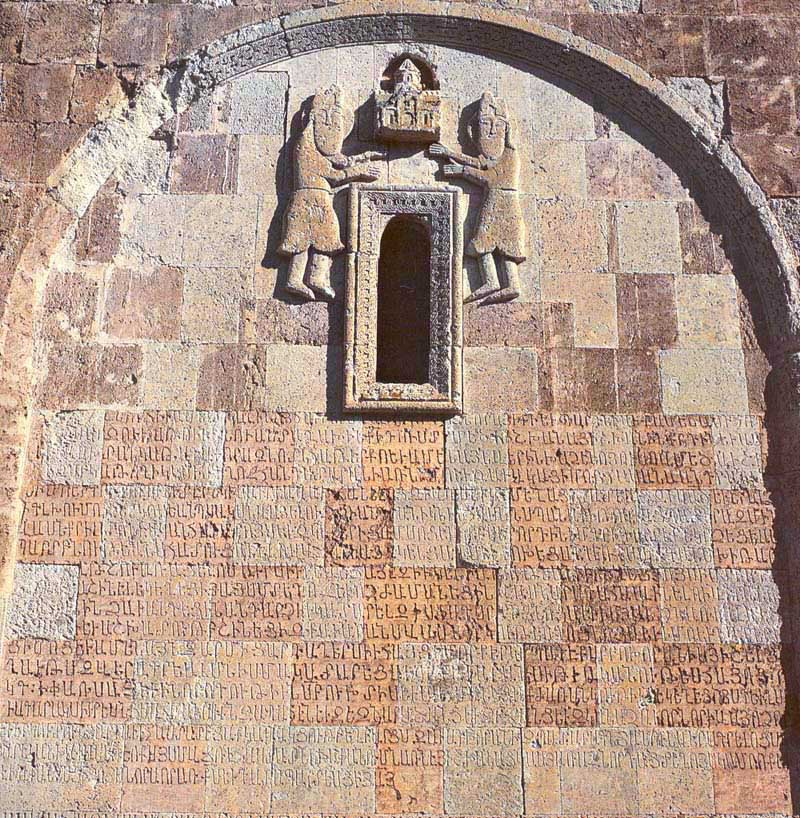
Одна из арок с изображением ктиторов

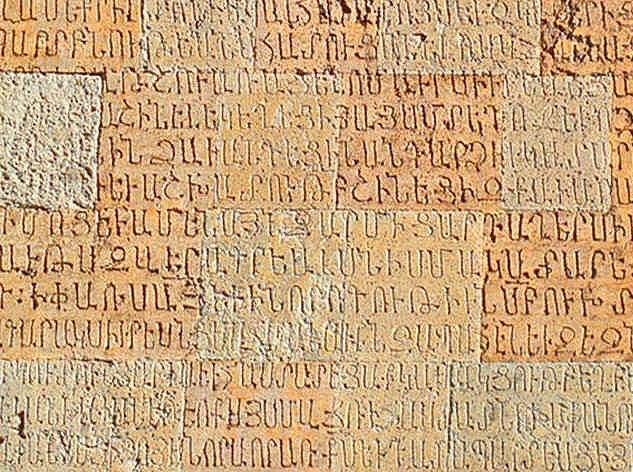
Надписи на стенах монастыря на древнеармянском языке

Собор является композиционным центром всего ансамбля.  Единственный вход церкви находится на западной стороне, обращенной к главным воротам монастыря.
Восточный фасад церкви украшает аркатура из трёх декоративных арок. Самая широкая и высокая арка находится посередине, она содержит узкий оконный проём с завершением в виде декоративной пилястры. Выше окна находятся барельефы ктиторов, область ниже окна покрыта надписями. Две треугольные ниши по обеим сторонам срединной арки обозначают алтарь. Полукруглые бровки ниш покрыты орнаментом.
Южный фасад решён аналогичным образом. Однако, в отличие от восточной стороны, на композиции с ктиторами представленные во весь рост две фигуры держат макет церкви. Площадь над аркой занимают строительная надпись и различные дарственные надписи с конкретными датами или без них.
Северную стена выполнена нехарактерным для армянских памятников образом: в ней находится глухой декоративный портал. По мнению Шагена Мкртчяна, «орнаменты этого портала и, особенно окаймляющие вход арки, сделаны с таким изяществом, что оставляют впечатление ювелирной филиграни».
Барабан церкви полуколонками и опирающимися на них арками разделён на 16 высоких и широких граней, имеющих попеременно либо треугольные ниши с арками, либо узкие окна. Кровля купола веерообразная, каждой грани на барабане соответствует грань на кровле. Выполненная из тщательно отёсанных и плотно пригнанных плит тёмно-серого цвета кровля в сочетании со светло-розовыми гранями барабана и тёмно-серыми полуколонками, арками и фризом барабана создает сильный контраст светотени. Благодаря этому эффекту объём и расчлененность купола бросаются в глаза ещё издалека, благодаря чему этот купол выгодно отделяется от аналогичных. 

#### Притвор соборной церкви

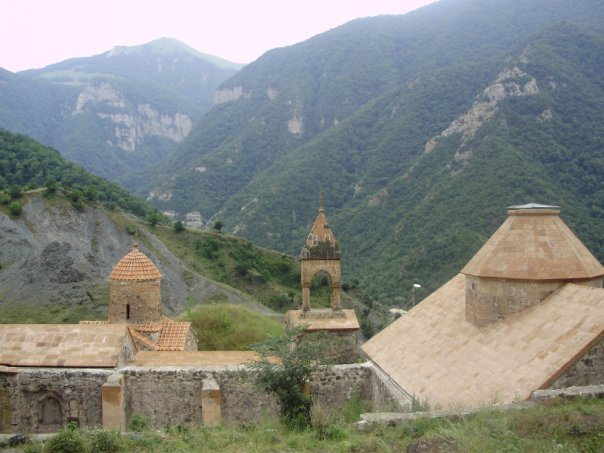
Общий вид монастыря. На переднем плане справа часовня-притвор, слева старинная церковь, за ней крыша малой базилики, на заднем плане справа колокольня, слева купол церкви Хасана Великого

Притвор соборной церкви представляет собой удлинённую залу, примыкающую к церкви с запада. Южная стена залы представляет собой аркаду. Зала покрыта двускатной крышей, свод которой опирается с одной стороны на южную стену малой базилики, а с другой — на аркаду. Центром интерьера является богато орнаментированный портал соборной церкви, кроме которой в залу выходят двери малой базилики.
На стенах притвора сохранились три надписи, две из которых сильно повреждены. Третья надпись является строительной, однако дата на ней была стёрта ещё в советское время. Благодаря тому, что до этого надпись была переписана Шагеном Мкртчяном, известно, что зала была построена в 1241 году Смбатом.

### Церковь Хасана Великого Сакаряна (Вахтангяна)[36]
Церковь Хасана Великого Вахтангяна расположена к югу от колоннады, представляет собой небольшое центральнокупольное сооружение. Интересной деталью является то, что в кладке церкви использован кирпич (из него сделан купол), что нехарактерно для этих мест. Какое-то время купол церкви находился в разрушенном состоянии, позже был восстановлен в послевоенные годы.
В стенах можно найти маленькие хачкары с дарственными надписями, самая ранняя из которых высечена на хачкаре, находящемся в стену у левой ниши изнутри, и датируется летом 1182 года.

### Притвор-часовня епископа Григора

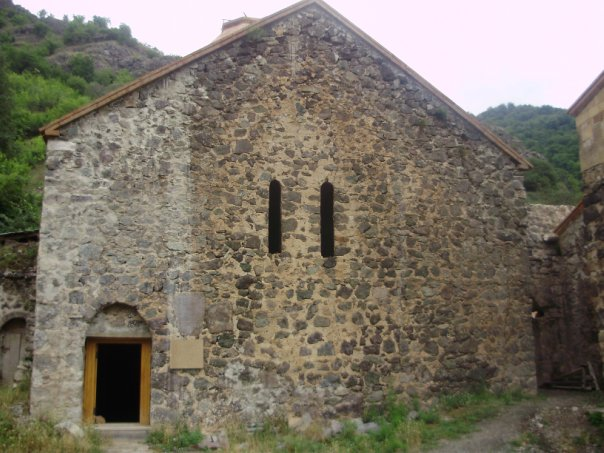
Фасад притвора-часовни

Притвор-часовня епископа Григора построена в период расцвета монастыря в XIII веке. Она примыкает с запада к старинной базилике. Купол здания имеет световое отверстие (ердик), опирается на четыре колонны в центре зала. Здание имеет единственный вход в левой части южной стены. Портал входа орнаментирован, слева от него имеется строительная надпись, указывающая, что она была построена в 1224 году епископом Григором.
Здание сложено из неотёсанного камня, изнутри облицовано тёсаными блоками. Изнутри в стенах встречается большое количество вставных хачкаров с дарственными надписями. В центральной части восточной стены находятся девять таких хачкаров, выложенных в ряд.
Пол притвора покрыт надгробными плитами: в течение многих веков он служил родовой усыпальницей княжеского дома Верхнего Хачена. Часть надписей на плитах с течением времени стерлась.

### Колокольня епископа Саргиса Допьянца

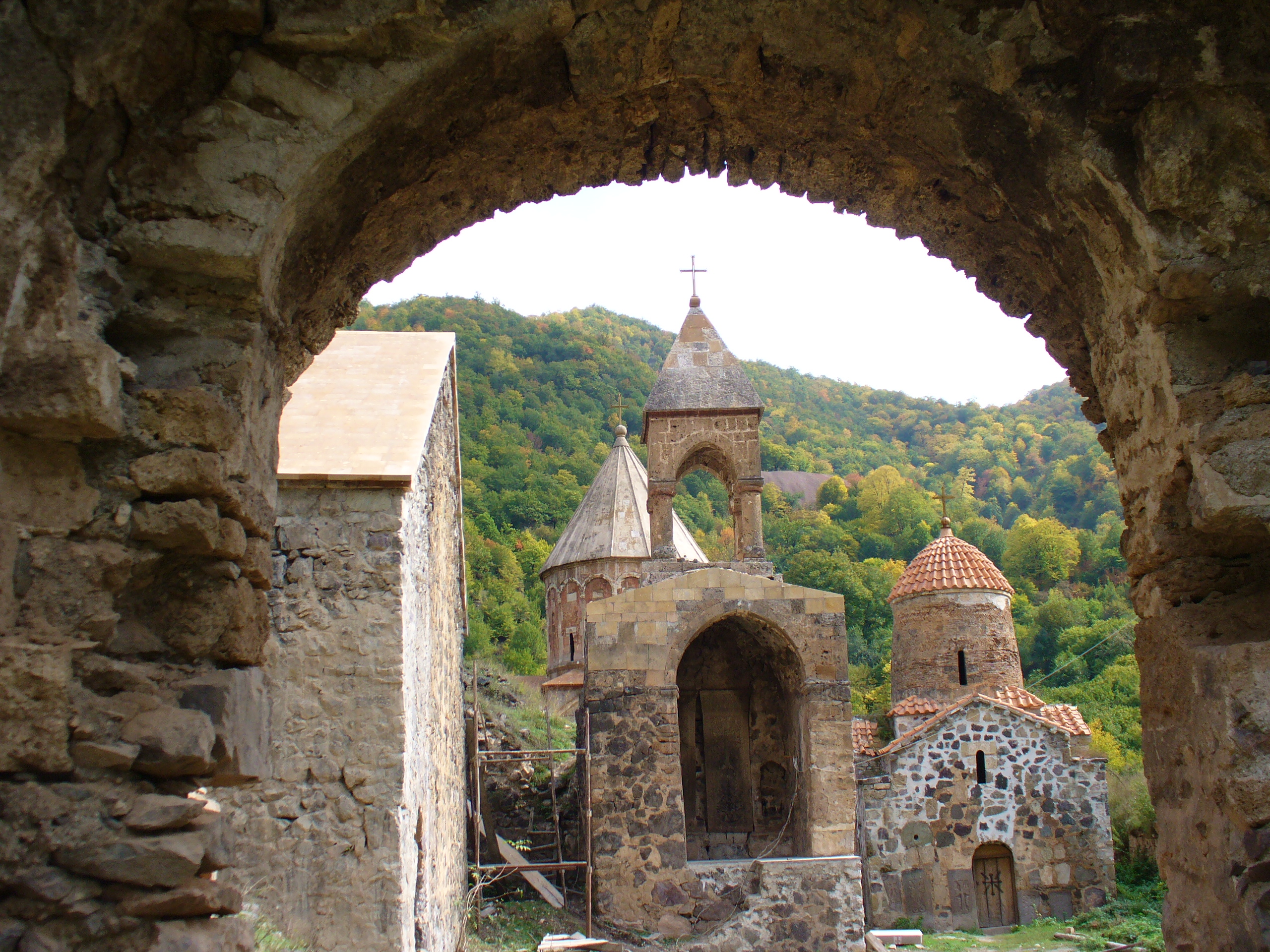
Колокольня. Вид со стороны ворот

Колокольня находится в западной части монастыря, примыкает восточной стеной к притвору церкви Арзу-Хатун. Вход на первый этаж находится в западной стене прямо напротив ворот монастыря. Колокольня была построена в середине XIII века епископом Саргисом — сыном князя Вахрама из рода Допянц.
Колокольня представляет собой двухэтажное сооружение. На первом этаже напротив входа находятся два чудотворных хачкара размерами 3,05×1,00 м. Второй этаж колокольни представляет собой ротонду о четырёх колоннах, под куполом которой были подвешены колокола.
Отдельного внимания заслуживают хачкары, которые некоторые исследователи склонны считать одними из самых прекрасных армянских хачкаров.

### Трапезная
К юго-востоку и юго-западу от церкви Хасана Великого находится множество зданий светского назначения. Среди них особенно выделяется зал пиршеств (խրախճանաց դահլիճ), который по своей архитектуре представляет определенный интерес. Построил его тот же епископ Григор, как указывает надпись, в лето 660 (1211 г.).
Этот большой зал построен подобно обычным церковным притворам. Одновременно он созвучен с более древним образцом архитектуры — народным жилищем2. Стены его снаружи сложены из грубоотёсанных, изнутри — из отёсанных камней. Богатством форм и декоративных деталей выделяются, в особенности, четырёхгранные базы и капители колонн, а также перекрытие центральной части и каменная скамья вдоль северной стены. В восточной части находятся пять различных комнат.
На этом же склоне, к западу от трапезной, расположены ещё четыре сооружения. Убранство их довольно скромно. Впоследствии на этих сооружениях были построены жилые комнаты с открытыми галереями.

### Другие постройки
В разных частях юго-западного «квартала» монастыря расположены гостиницы, мастерские, книгохранилище, маслодавильня, давильни винограда, монашеские кельи и другие постройки. Вокруг них заметны следы древних сооружений.
На окрестных холмах, вне крепостной стены, сохранились остатки трёх часовен.
Всю площадь южнее монастыря вплоть до Тертера некогда занимали монастырские сады, большая часть которых ныне срослась с лесом.

## Фотогалерея

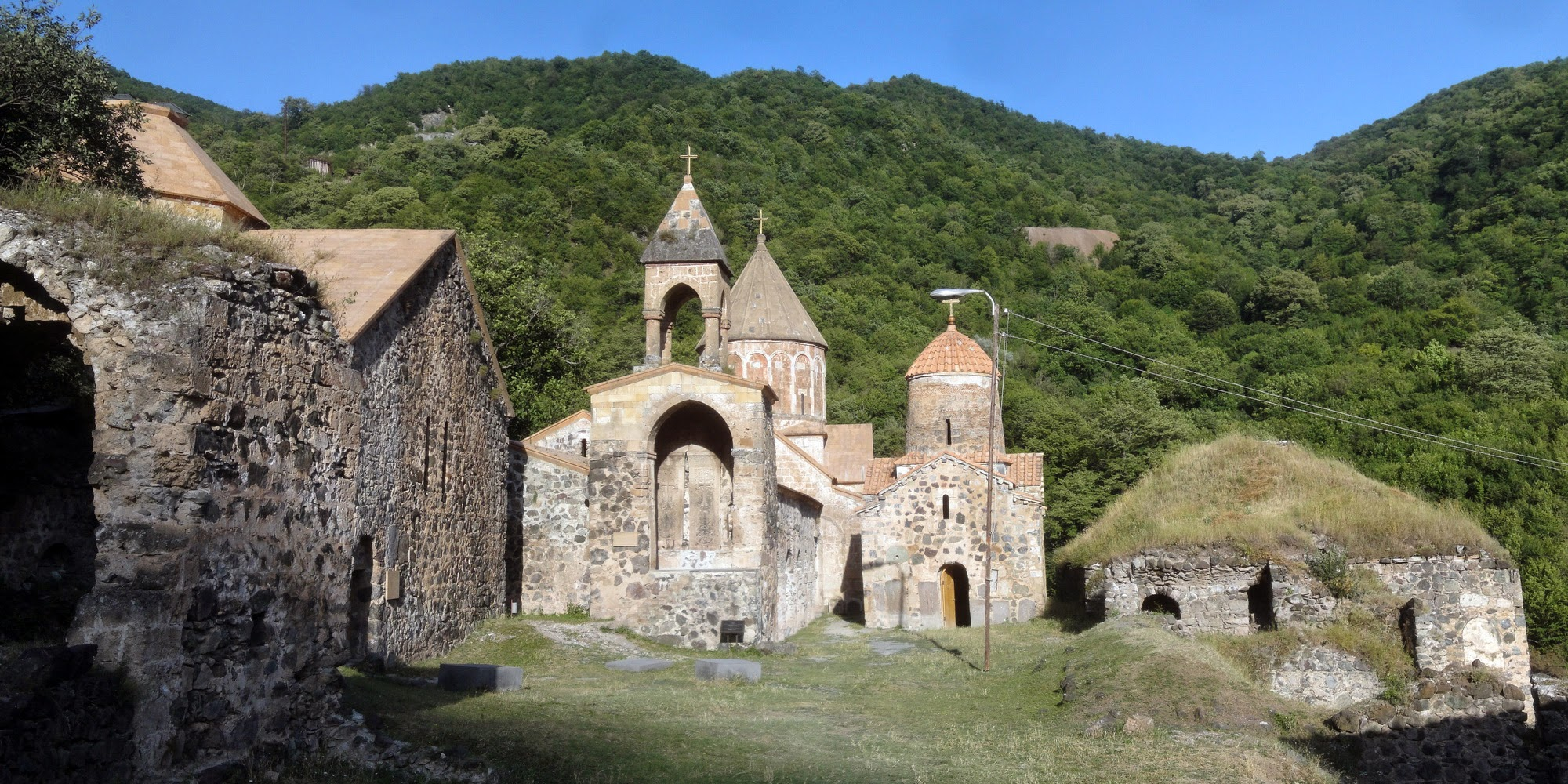
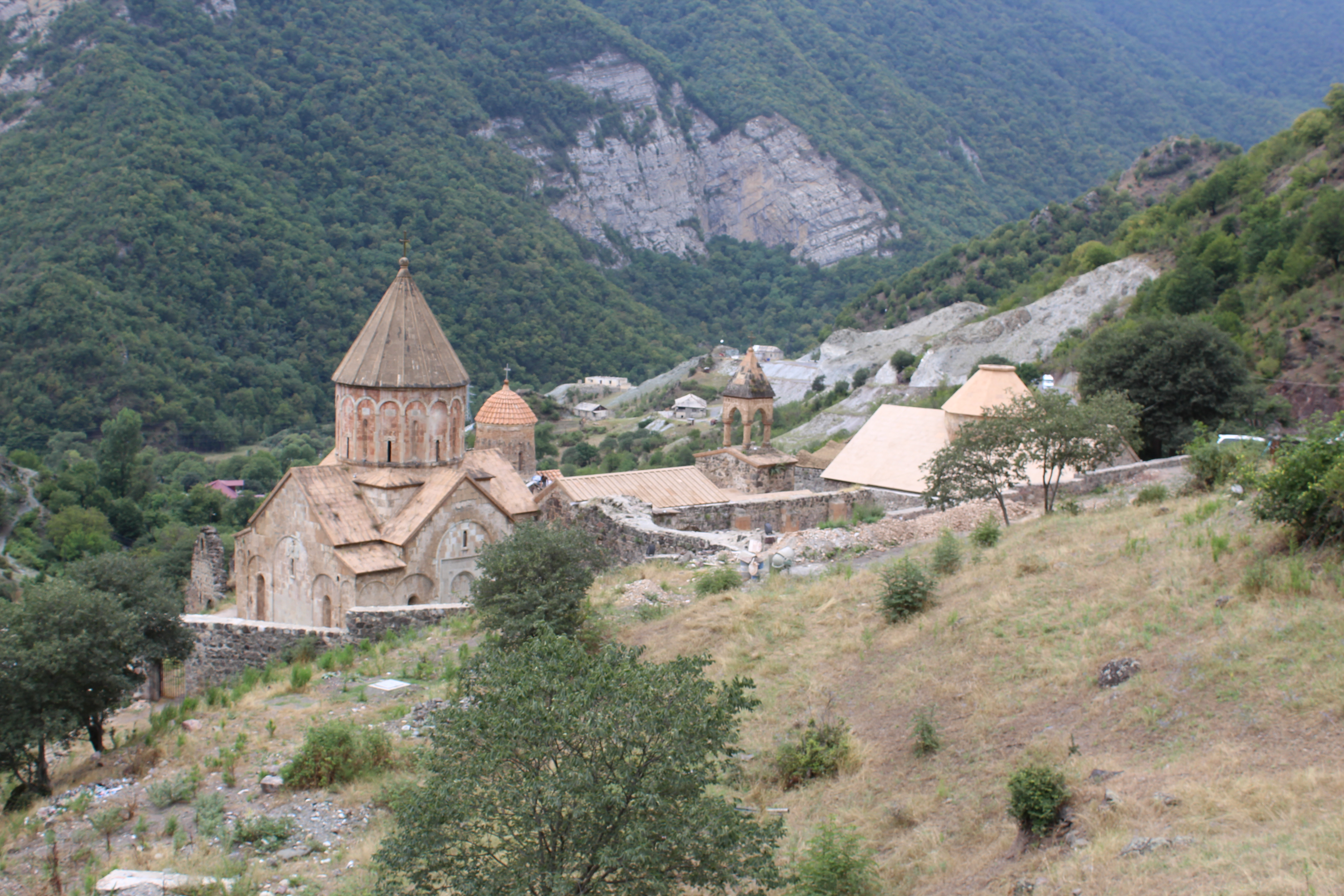
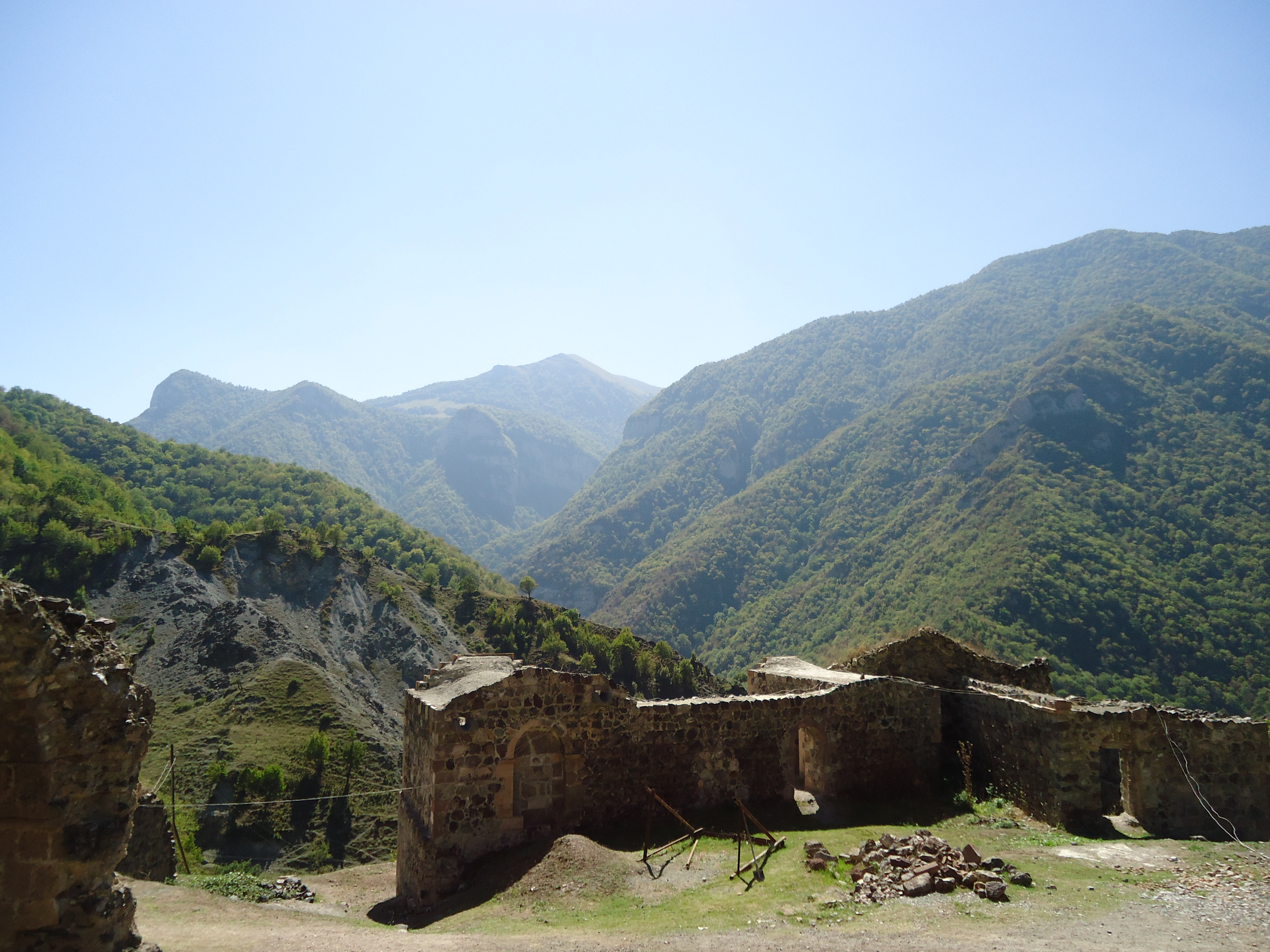
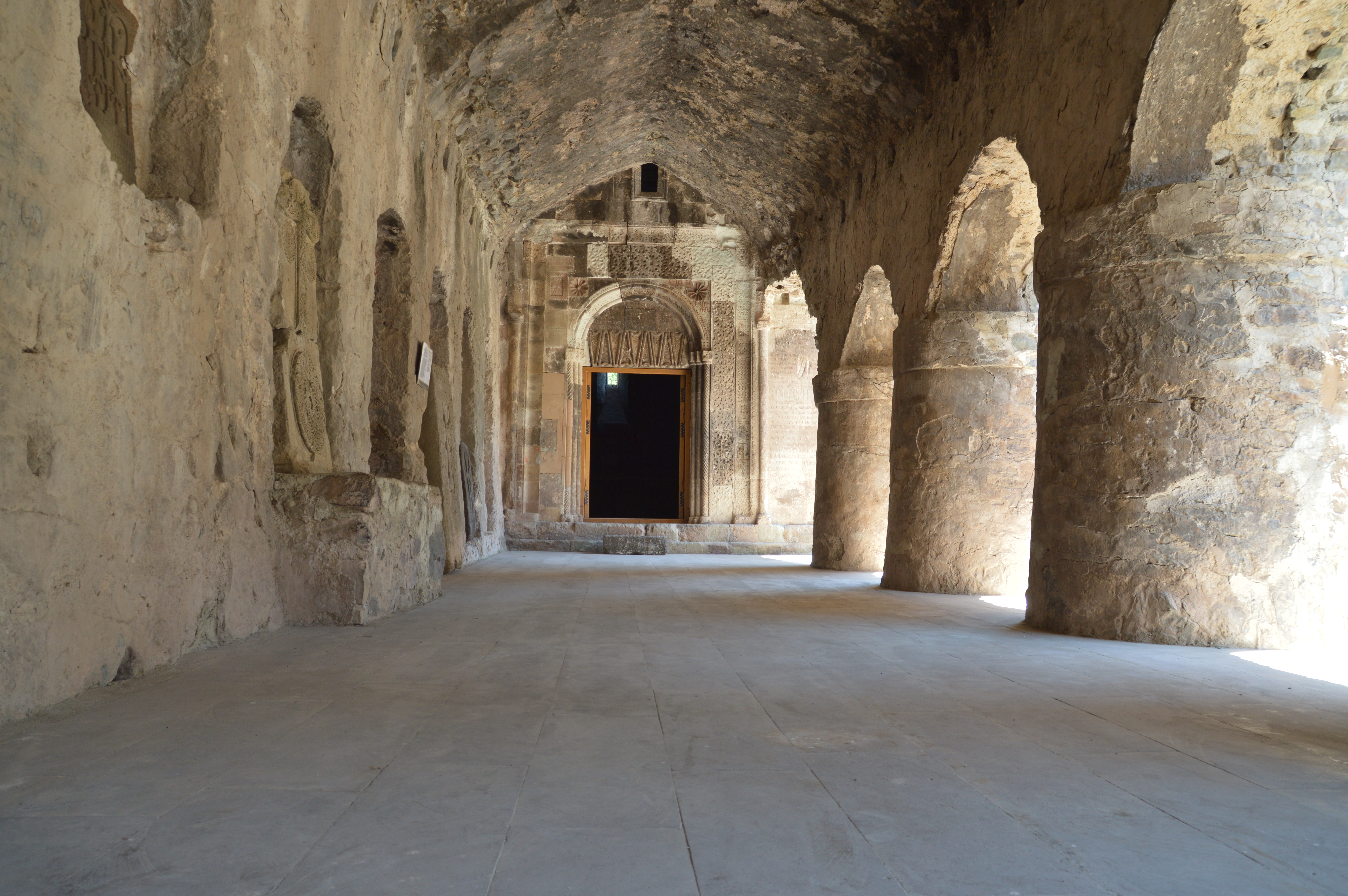
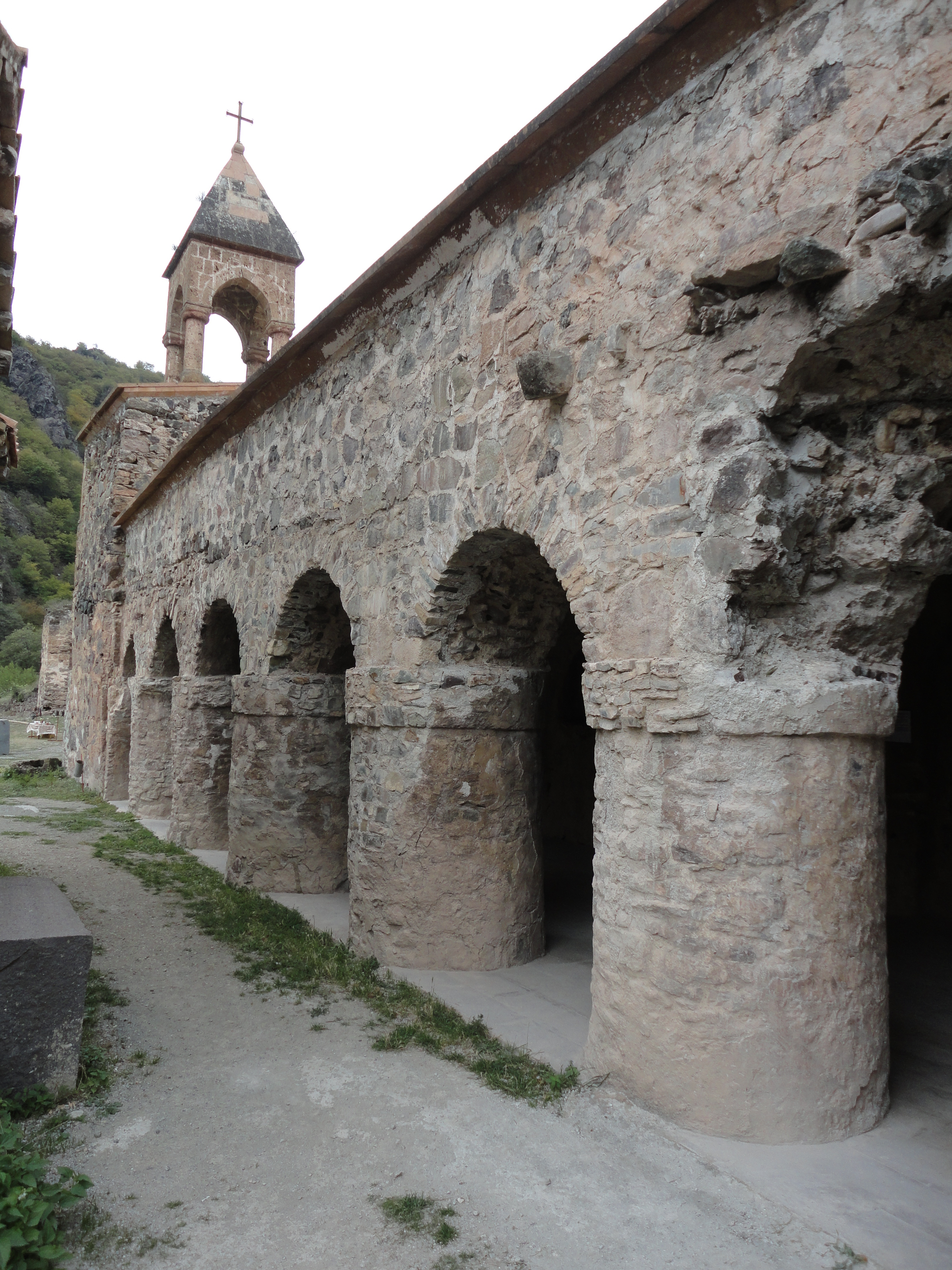
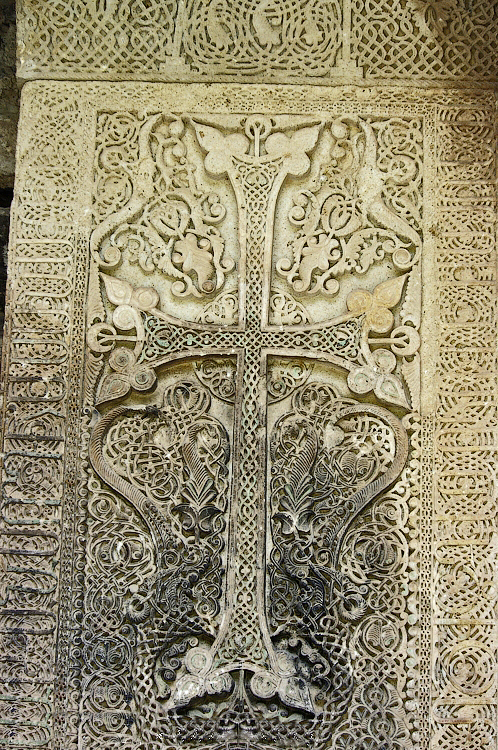
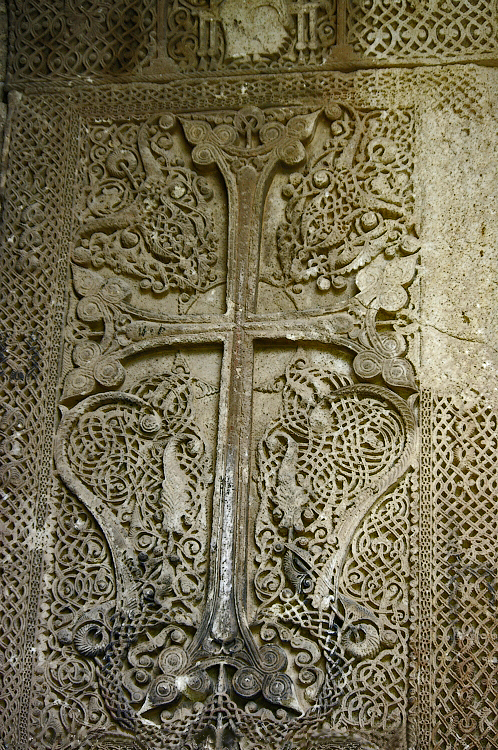
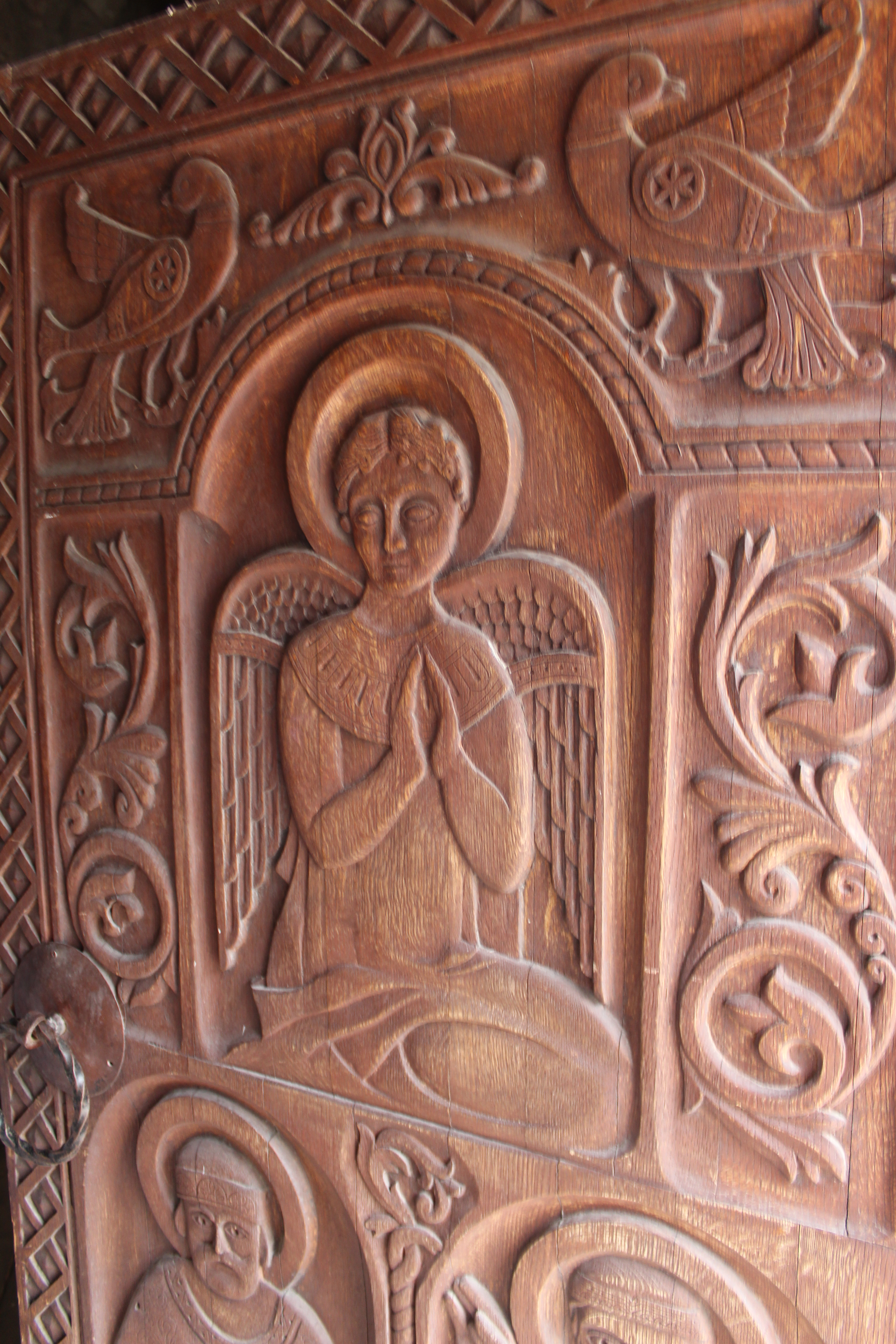
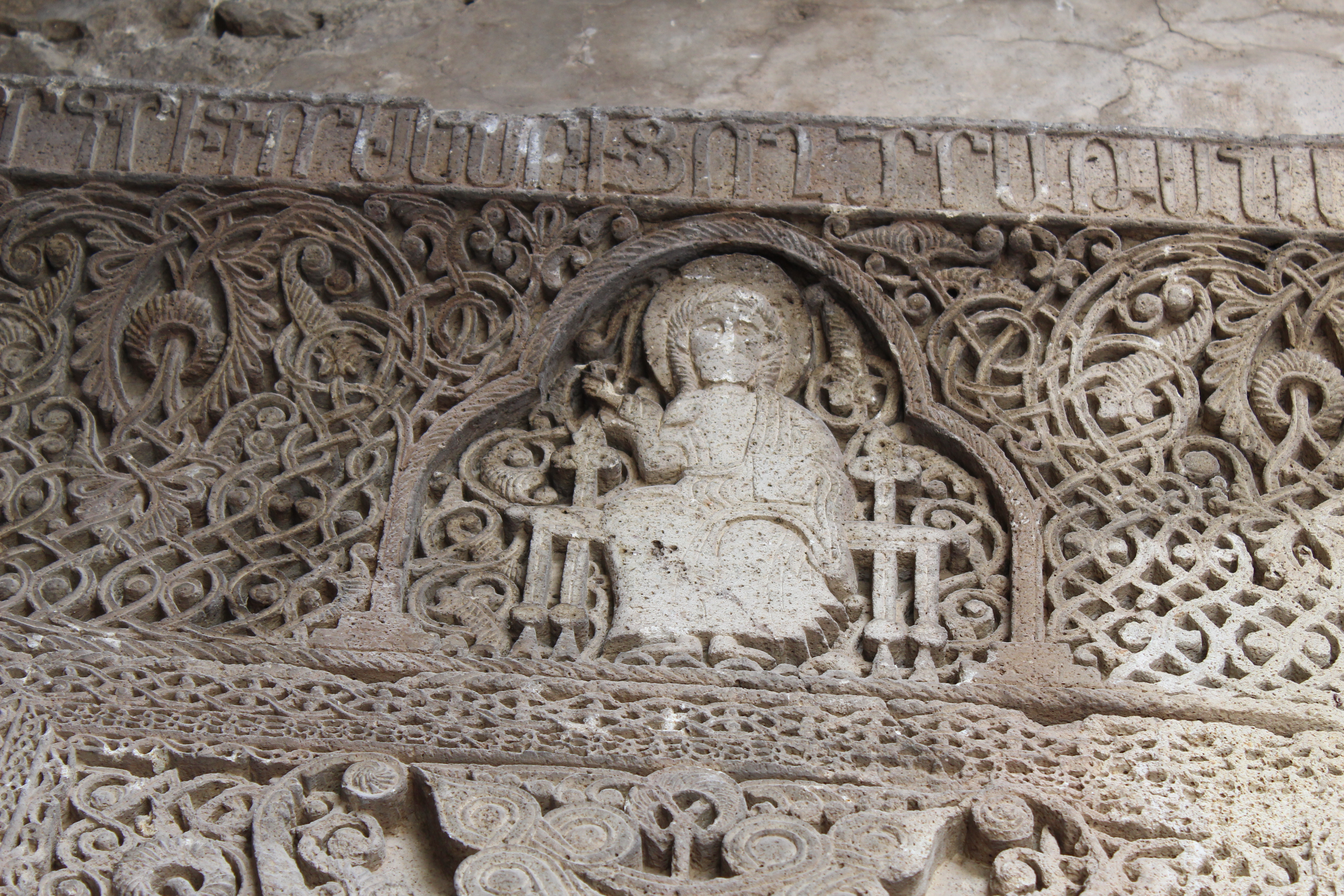
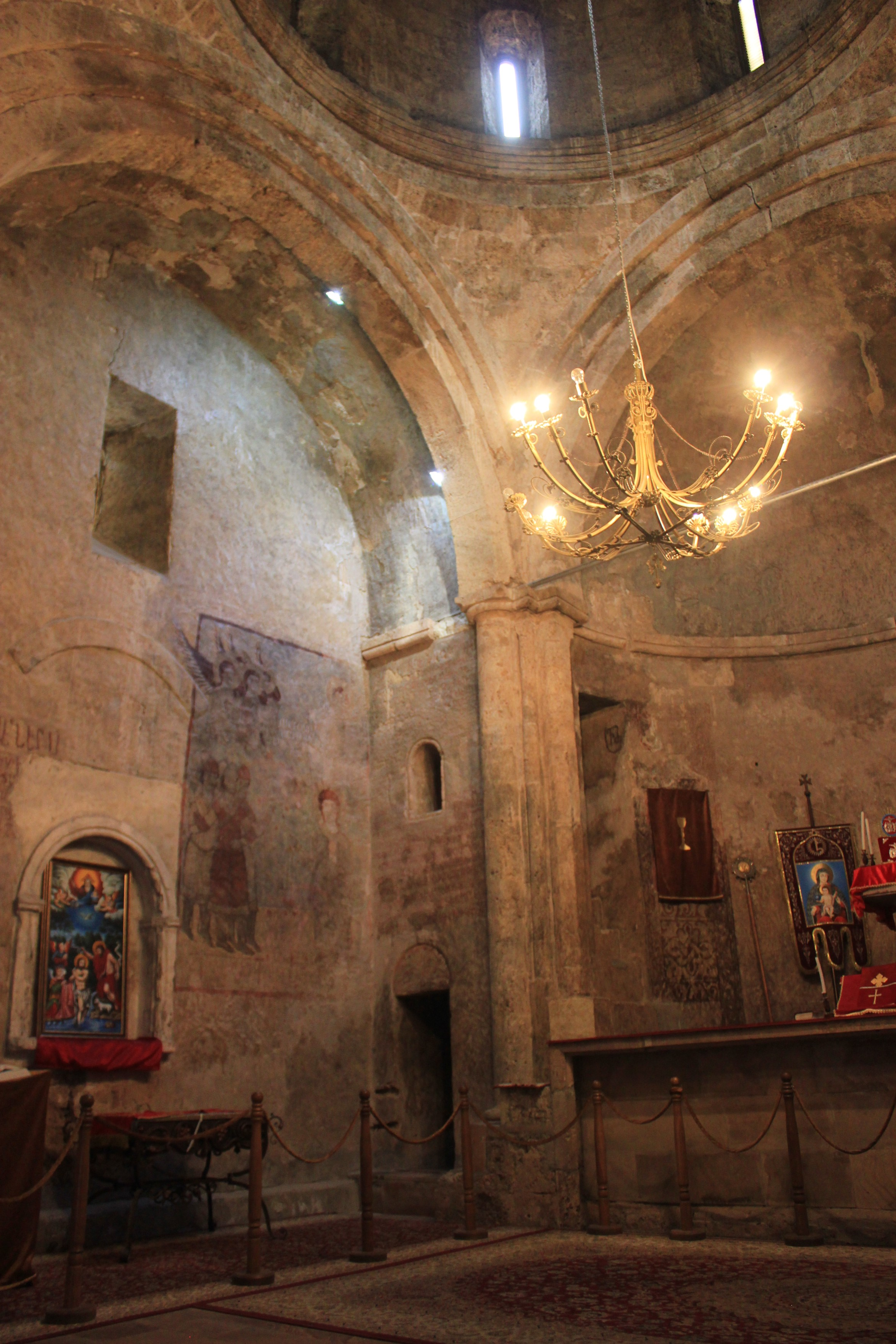
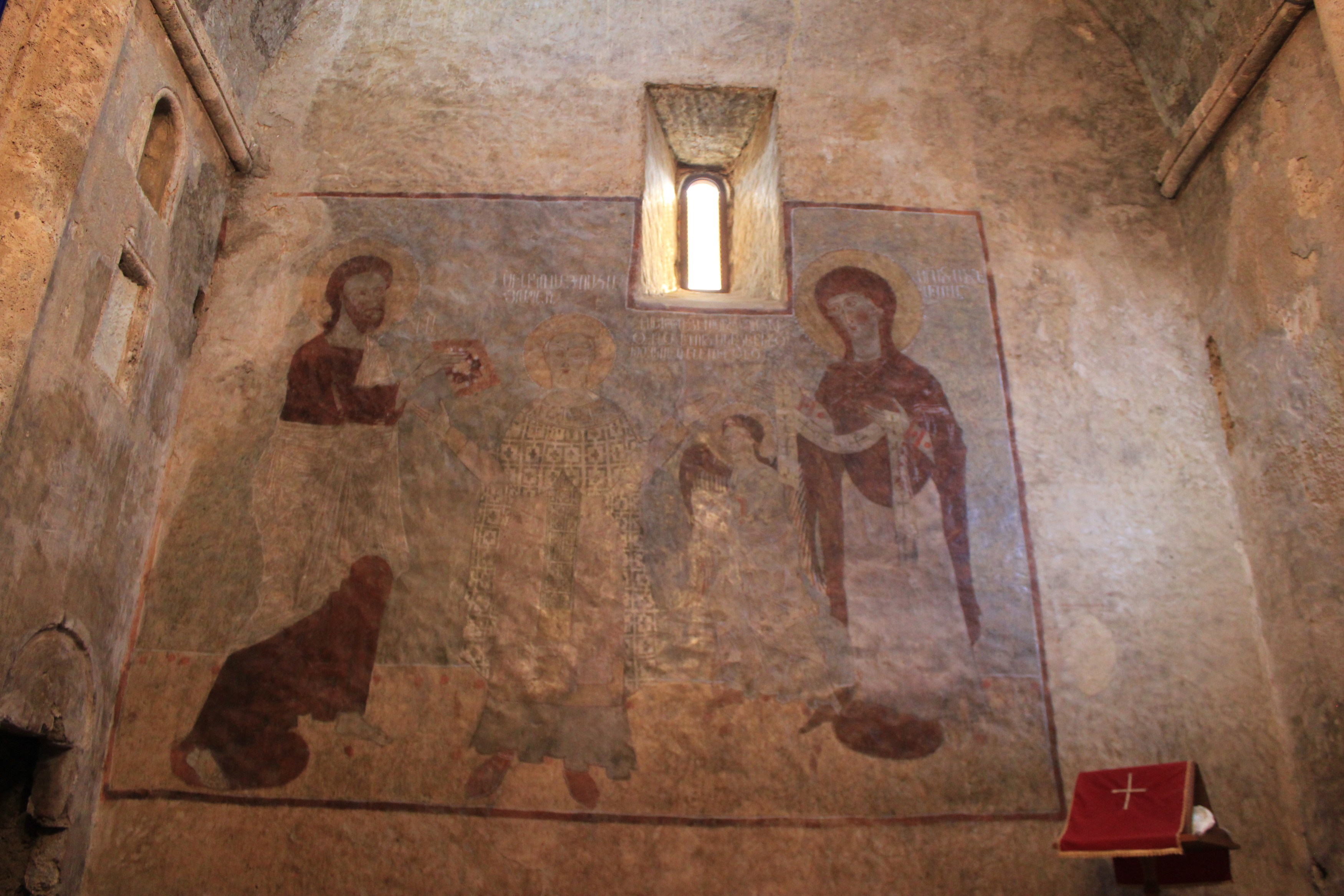